# Power Soccer
Power Soccer – komputerowa gra sportowa stworzona przez Power Challenge i wydana 12 sierpnia 2005. Jest wzorowana na serii gier FIFA. Power Soccer jest rozgrywany w przeglądarce internetowej i jest grą bezpłatną.
W Power Soccer gracz najpierw tworzy drużynę potem wybiera drużynę dla której zdobywa punkty fana, a później rozgrywa kolejne mecze towarzyskie, lub turniejowe, aby zdobyć wyższy poziom doświadczenia i dostać się na listy rankingowe. Gracz może również stworzyć swój klan i zaprosić swoich znajomych do klanu by zdobywać punkty rankingowe i wzbić się na szczyt listy klanów.
Gra została wydana w 17 wersjach językowych: angielskim, bułgarskim, bośniackim, estońskim, francuskim, greckim, hiszpańskim, holenderskim, niemieckim, polskim, portugalskim (w wersji brazylijskiej i europejskiej), rumuńskim, szwedzkim, tureckim, węgierskim oraz włoskim.
Po prawie jedenastu latach działania serwery gry zostały wyłączone 16 maja 2016 roku.